# Stadio Nazionale
Lo Stadio Nazionale fu un impianto sportivo multifunzionale di Roma, adibito principalmente al calcio anche se ospitò eventi di atletica leggera, rugby e, successivamente, pugilato e nuoto.
Inaugurato nel 1911 su un progetto dell'architetto Marcello Piacentini, fu ristrutturato nel 1927 e ribattezzato Stadio del Partito Nazionale Fascista. Vi fu giocata la finale del campionato mondiale del 1934. Nell'immediato dopoguerra lo stadio riprese il nome originario e, dopo il disastro di Superga, fu informalmente dedicato al Grande Torino con il nome di Stadio Torino, tuttavia mai sancito dal comune di Roma, proprietario dell'impianto.
Nel 1953 fu dismesso e, nel 1957, demolito per costruire sulla stessa area il futuro Stadio Flaminio che fu inaugurato due anni più tardi in previsione del suo utilizzo per le Olimpiadi di Roma del 1960.

## Storia
L'impianto sportivo fu costruito sotto la guida di Marcello Piacentini, su iniziativa di Luigi Lucchini, presidente dell'Istituto Nazionale per l'Educazione Fisica. Fu deciso di costruire la nuova struttura sul terreno comunale posto di fianco a Villa Flaminia, in località Due Pini, non lontano dai campi ippici di Villa Glori e a breve distanza dalla collina dei Parioli e da Piazza del Popolo. Piacentini richiamò i tratti classici dei modelli ellenici (tra i quali la forma ad U allungata) e dello Stadio Olimpico di Atene.
Esternamente le decorazioni che ornavano l'impianto presentavano un carattere tipicamente romano, tra cui l'ingresso formato ai lati da due enormi corpi laterali che reggevano le colossali statue sedute rappresentanti la Forza e la Civiltà, sui cui basamenti trovavano spazio targhe, motti e motivi vari. Internamente, in posizione allineata, si trovavano invece quattro colonne onorarie, congiunte tra loro per mezzo di corone, nastri e festoni di bronzo, portanti le statue bronzee che simboleggiavano le vittorie sportive di Terra, Acqua, Aria e Fuoco.
Lo stadio, costruito su un'area di 32 000 m2 dalla ditta “V. Visentini e figlio” di Torino, misurava circa 220 m in lunghezza e 120 in larghezza ed era composto da due lunghe gradinate raccordate da un lato a semicerchio. Un lato rimaneva aperto e accoglieva due entrate per il pubblico oltre l'ingresso degli atleti o dei protagonisti delle manifestazioni ospitate. All'interno furono posizionate piste podistiche e ciclistiche sviluppate per quasi 400 metri, mentre dentro agli spalti furono ricavate delle aree, organizzate su due piani, destinate alla sede dell'Istituto Nazionale per l'Educazione Fisica, e numerosi locali utilizzati come palestre, bagni, refettori, uffici, sale di lettura, punti di ristoro e dormitori per gli atleti. Lo Stadio Nazionale era destinato a far da cornice principalmente ad eventi di atletica leggera e non fu mai utilizzato per gare internazionali di calcio, venendo presto abbandonato durante la Grande Guerra, senza mai essere stato completato secondo il progetto iniziale.
La struttura fu inaugurata alla presenza dei sovrani il 10 giugno 1911; poi, in parte già danneggiato dall'usura e da numerose lesioni interne, fu ristrutturato una prima volta nel 1927 su iniziativa di Augusto Turati cambiando il proprio nome in «Stadio del Partito Nazionale Fascista».
La tribuna centrale fu dotata di una tettoia a struttura in cemento armato di 75 x 20 m sotto la cui copertura in legno ed eternit trovavano riparo oltre 7 000 posti. Sul lato di ingresso venne inserita una piscina all'aperto (lunga 50 m e larga 18) dotata di spalti, spogliatoi e castello per i tuffi alto 10 metri, mentre internamente all'impianto furono ricavati una seconda vasca coperta, numerose palestre, alloggi e gli uffici della direzione generale del CONI e delle Federazioni Sportive.
Nella curva sorse addirittura un albergo di tre piani in grado di accogliere 600 atleti ripartiti in 70 dormitori. Il campo di calcio passò alle misure richieste dal CIO (110 x 60 m), mentre la forma della pista podistica a ferro di cavallo fu resa anulare mediante la costruzione di un secondo raccordo semicircolare. Sulle quattro corsie (5 sul rettilineo) della pista di atletica, nel 1931 fu installata provvisoriamente anche una pista ciclistica in legno, richiesta per la disputa del Mondiale di ciclismo su strada.
L'ingresso fu sostituito da una facciata più classicheggiante composta da tre fronti alti e curvilinei divisi da quattro semicolonne in laterizio sormontate da imponenti gruppi bronzei realizzati nel luglio 1929 dallo scultore Amleto Cataldi raffiguranti il Calcio, la Corsa, la Lotta e il Pugilato, oggi collocati nei giardini del Villaggio Olimpico. Ai fianchi della parete in pietra da taglio vi era da un sistema di vomitori comunicanti direttamente con l'esterno, secondo il modello dell'antica Roma. Alle spalle del nuovo prospetto principale si addossavano le gradinate della piscina scoperta.
Lo stadio fu ufficialmente inaugurato il 25 marzo 1928 con un incontro amichevole tra le Nazionali di Italia e Ungheria, terminato 4-3 per i padroni di casa.
Tre anni dopo lo stadio divenne il campo di gioco della Lazio: la “prima” laziale al nuovo stadio fu un derby contro la Roma, disputato il 24 maggio 1931 e terminato con il risultato di parità (2-2), a cui seguì una rissa finale che comportò la squalifica di un turno anche per Campo Testaccio.
In occasione del Mondiale 1934 fu costruita una grande tribuna nello spazio occupato dalla piscina mentre le aree situate dietro le porte del campo di gioco ed i rettilinei della pista podistica vennero occupati con piani inclinati per incrementare ulteriormente la capienza dell'impianto. Lo stadio fu definito dal PNF come uno tra i più moderni e completi impianti costruiti in Europa. Le consistenti migliorie apportate dai lavori di ammodernamento non eliminarono i gravi difetti iniziali, come lo schema planimetrico a U, l'orientamento e l'inosservanza della curva di visibilità.
Lo stadio fu anche sede, il 22 aprile 1935, del primo incontro assoluto tra le Nazionali di rugby di Italia e Francia, terminato 44-6 per quest'ultima.
Dal 1940 anche la Roma cominciò ad utilizzare lo Stadio PNF, in seguito requisito dalle truppe alleate ed alternato con i campi dell'Appio e della Rondinella nelle gare del campionato romano disputato nel 1943-44 in sostituzione dei tornei nazionali. Col passare degli anni lo stadio PNF rivelò nuovamente limiti funzionali e, soprattutto, di capienza tanto che a Roma tornò a manifestarsi l'esigenza di nuove strutture sportive. Lo stadio (nel frattempo tornato a chiamarsi Stadio Nazionale e poi intitolato al Grande Torino scomparso a Superga) venne abbandonato da Lazio e Roma nel 1953 quando fu costruito il nuovo Stadio Olimpico. Nel luglio 1957 l'impianto fu demolito e subito dopo iniziarono i lavori di costruzione dello Stadio Flaminio, inaugurato nel 1959.

## Eventi

### Calcio

#### Incontri della nazionale italiana
| Cronologia completa degli incontri della nazionale ― Italia | Cronologia completa degli incontri della nazionale ― Italia | Cronologia completa degli incontri della nazionale ― Italia | Cronologia completa degli incontri della nazionale ― Italia | Cronologia completa degli incontri della nazionale ― Italia | Cronologia completa degli incontri della nazionale ― Italia | Cronologia completa degli incontri della nazionale ― Italia        | Cronologia completa degli incontri della nazionale ― Italia |
| Data                                                        | Città                                                       | In casa                                                     | Risultato                                                   | Ospiti                                                      | Competizione                                                | Reti                                                               | Note                                                        |
| ----------------------------------------------------------- | ----------------------------------------------------------- | ----------------------------------------------------------- | ----------------------------------------------------------- | ----------------------------------------------------------- | ----------------------------------------------------------- | ------------------------------------------------------------------ | ----------------------------------------------------------- |
| 25/03/1928                                                  | Roma                                                        | Italia                                                      | 4 – 3                                                       | Ungheria                                                    | Coppa Internazionale                                        | 2 Leopoldo Conti Julio Libonatti Gino Rossetti                     | All:A. Rangone Cap:A. Baloncieri                            |
| 11/11/1928                                                  | Roma                                                        | Italia                                                      | 2 – 2                                                       | Austria                                                     | Amichevole                                                  | 2 Leopoldo Conti                                                   | All:C. Carcano Cap:A. Baloncieri                            |
| 09/02/1930                                                  | Roma                                                        | Italia                                                      | 4 – 2                                                       | Svizzera                                                    | Amichevole                                                  | 2 Giuseppe Meazza Mario Magnozzi Raimundo Orsi                     | All:V. Pozzo Cap:U. Caligaris                               |
| 20/05/1931                                                  | Roma                                                        | Italia                                                      | 3 – 0                                                       | Scozia                                                      | Amichevole                                                  | Raffaele Costantino Giuseppe Meazza Raimundo Orsi                  | All:V. Pozzo Cap:U. Caligaris                               |
| 15/11/1931                                                  | Roma                                                        | Italia                                                      | 2 – 2                                                       | Cecoslovacchia                                              | Coppa Internazionale                                        | Fulvio Bernardini Alfredo Pitto                                    | All:V. Pozzo Cap:G. Combi                                   |
| 13/05/1933                                                  | Roma                                                        | Italia                                                      | 1 – 1                                                       | Inghilterra                                                 | Amichevole                                                  | Giovanni Ferrari                                                   | All:V. Pozzo Cap:U. Caligaris                               |
| 27/05/1934                                                  | Roma                                                        | Italia                                                      | 7 – 1                                                       | Stati Uniti                                                 | Mondiali 1934 - Ottavi                                      | 3 Angelo Schiavio 2 Raimundo Orsi Giovanni Ferrari Giuseppe Meazza | All:V. Pozzo Cap:V. Rosetta                                 |
| 10/06/1934                                                  | Roma                                                        | Italia                                                      | 2 – 1 dts                                                   | Cecoslovacchia                                              | Mondiali 1934 - Finale                                      | Raimundo Orsi Angelo Schiavio                                      | 1º Titolo Mondiale All:V. Pozzo Cap:G. Combi                |
| 17/02/1935                                                  | Roma                                                        | Italia                                                      | 2 – 1                                                       | Francia                                                     | Amichevole                                                  | 2 Giuseppe Meazza                                                  | All:V. Pozzo Cap:A. Ferraris                                |
| 17/05/1936                                                  | Roma                                                        | Italia                                                      | 2 – 2                                                       | Austria                                                     | Amichevole                                                  | Attilio Demaria Piero Pasinati                                     | All:V. Pozzo Cap:L. Allemandi                               |
| 14/04/1940                                                  | Roma                                                        | Italia                                                      | 2 – 1                                                       | Romania                                                     | Amichevole                                                  | Amedeo Biavati Silvio Piola                                        | All:V. Pozzo Cap:S. Piola                                   |
| Totale                                                      |                                                             | Presenze                                                    | 11                                                          |                                                             | Reti                                                        | 31                                                                 |                                                             |

### Rugby a 15
| Arbitro: | Mailhan |

|                               |      |                                                                                        |
| Vinci III 70’ Marescalchi 72’ | mt   | 4’, 7’, 44’ Finat 9’ Blonde 48’, 65’ Frétet 58’ Coderc 63’ Laurent 78’ Dorot 80’ Boyer |
|                               | tr   | 9’, 63’, 65’, 78’, 80’ Chaud                                                           |
|                               | drop | 24’ Chaud                                                                              |

## Media

### Cinema
All'esterno dello stadio Nazionale fu girata una delle più celebri scene del film di Vittorio De Sica Ladri di biciclette.